# 親衛隊第23師 (克羅埃西亞)
親衛隊第23「卡瑪」武裝山地師（克羅埃西亞第2師）（德語：23. Waffen-Gebirgs-Division der SS „Kama“ (kroatische Nr. 2)）是納粹德國武裝親衛隊的一個山地獵兵師，由南斯拉夫穆斯林志願者組成。二戰期間，該師僅參與短期作戰，但因發生兵變，該師於1944年10月31日正式解散。